# Sarah Lyttelton
Sarah Lyttelton, Baroness Lyttelton, född 1787, död 1870, var en brittisk hovfunktionär.  Hon var guvernant för barnen till Viktoria av Storbritannien och Albert av Sachsen-Coburg-Gotha mellan 1843 och 1850. 
Hon var dotter till George Spencer, 2:e earl Spencer och Lavinia Spencer, Countess Spencer, gifte sig 1813 med William Lyttelton, 3rd Baron Lyttelton, och var mor till George Lyttelton, 4:e baron Lyttelton. Hon var Lady of the Bedchamber 1837-1843.